# Frédéric Guillaume d'Urach
Frédéric Guillaume Alexandre Ferdinand de Wurtemberg, duc d'Urach, né le 6 juillet 1810 à Stuttgart, décédé le 17 juillet 1869 à Munich.
Il fut comte de Wurtemberg, puis reçut en 1867 le titre de duc d'Urach. Il appartient à la quatrième branche dite des ducs d'Urach de la Maison de Wurtemberg. Cette quatrième branche est non dynaste en raison du mariage morganatique de son père Guillaume-Frédéric-Philippe de Wurtemberg avec Wilhelmine baronne Rhodis von Thunderfelt.

## Descendance
Frédéric Guillaume de Wurtemberg épousa le 8 février 1841 Théodelinde de Beauharnais (1814-1857) (fille d'Eugène de Beauharnais, duc de Leuchtenberg). Quatre enfants sont nés de cette union :
- Augusta (1842-1916), en 1865 elle épousa le comte Rodolphe von Enzenberg (1835-1874), veuve elle épousa en 1877 Franz von Thun und Hohenstein (1826-1888) ;

- Joséphine (1844-1864) ;

- Eugénie (1848-1867) ;

- Mathilde (it) (1854-1907), en 1874 elle épousa Paul Altieri (it) (1849-1901), prince de Viano.

Veuf en 1857, Frédéric de Wurtemberg épousa le 16 février 1863 Florestine de Monaco (1833-1897), fille de Florestan Ier de Monaco, chef de la Maison Grimaldi. Deux enfants sont nés de cette union :
- Guillaume (1864-1928), duc d'Urach, roi de Lituanie sous le nom de Mindaugas II en 1918 ; renonce à ses droits au trône monégasque en 1924 ; épouse en 1892 Amélie Marie, duchesse en Bavière (1865-1912) d'où postérité ;

- Charles-Joseph (de) (1865-1925).